# Біньян (Філіппіни)
Біньян (тагальська: Lungsod ng Biñan), — місто, що складається з 1-го класу, у провінції Лагуна, Філіппіни. За даними перепису населення 2020 року, його населення становить 407 437 осіб.
До свого статусу міста в 2010 році Біньян був найбагатшим муніципалітетом на Філіппінах з річним валовим доходом 677 мільйонів фунтів стерлінгів (14,383 мільйона доларів США) і чистим прибутком 250 мільйонів фунтів стерлінгів (5,308 мільйона доларів США) за даними Комісії з аудиту станом на 2007 рік.
Відповідно до Закону про Республіку 10658, підписаного 27 березня 2015 року 15-им президентом Беніньо Акіно III, Біньян був відокремлений від Першого виборчого округу Лагуни та утворив виборчий округ Біньян.

## Географія

### Клімат
Клімат Біньяна характеризується двома яскраво вираженими сезонами; сухий з листопада по квітень і вологий протягом решти року. Максимум опадів випадає з червня по вересень із середньорічною кількістю опадів 200 мм. Біньян захищений горами в периферійних районах, і, таким чином, він робить місцевість прохолоднішою.

## Релігія
Більшість населення — Римо-католики. Інші релігійні групи включають Церкву Ісуса Христа Святих останніх днів, Міжнародну Церкву Бога (Members Church of God International), Іглесія ні Крісто, Об’єднана церква Христа на Філіппінах (UCCP), Церква Ісус є Господом (JIL), Об’єднана методистська церква, Пресвітеріанські церкви, Баптистська церква.

## Освіта

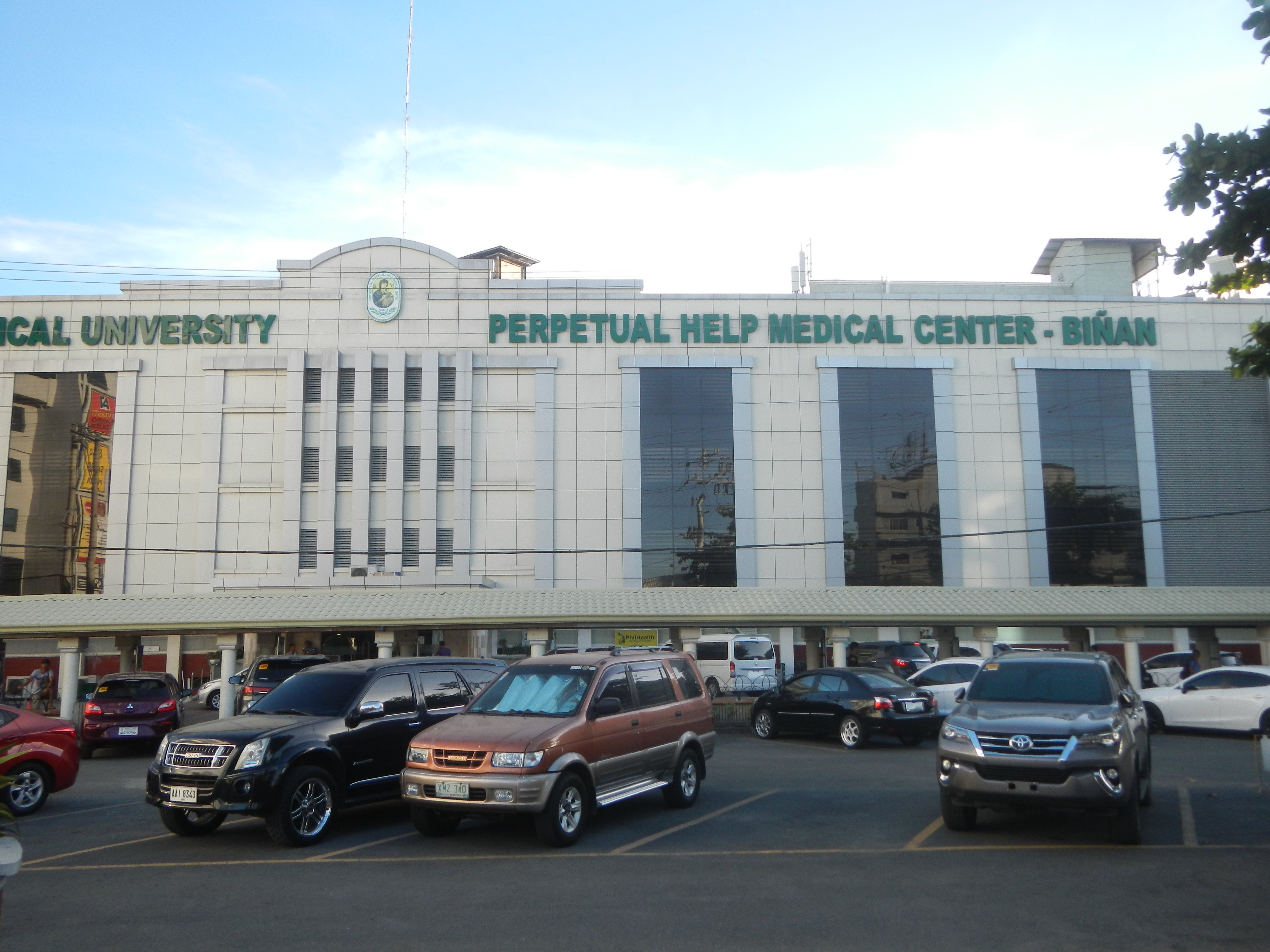
University of Perpetual Help System Laguna

Біньян також вважається освітнім центром першого виборчого округу Лагуни, що має найбільшу кількість середніх і вищих шкіл у цьому районі. Більшість барангаїв у місті також мають власні державні початкові школи. 
У Біньяні є 3 університети: Університет системи постійної допомоги Лагуна, перший університет міста, розташований у Барангай-Санто-Ніньо через національне шосе; кампус Біньян Політехнічного університету Філіппін, розташований у Барангай Сапоте; і кампус Лагуна Університету Де Ла Саль в Барангай Маламіг і Біньян.

## Галерея

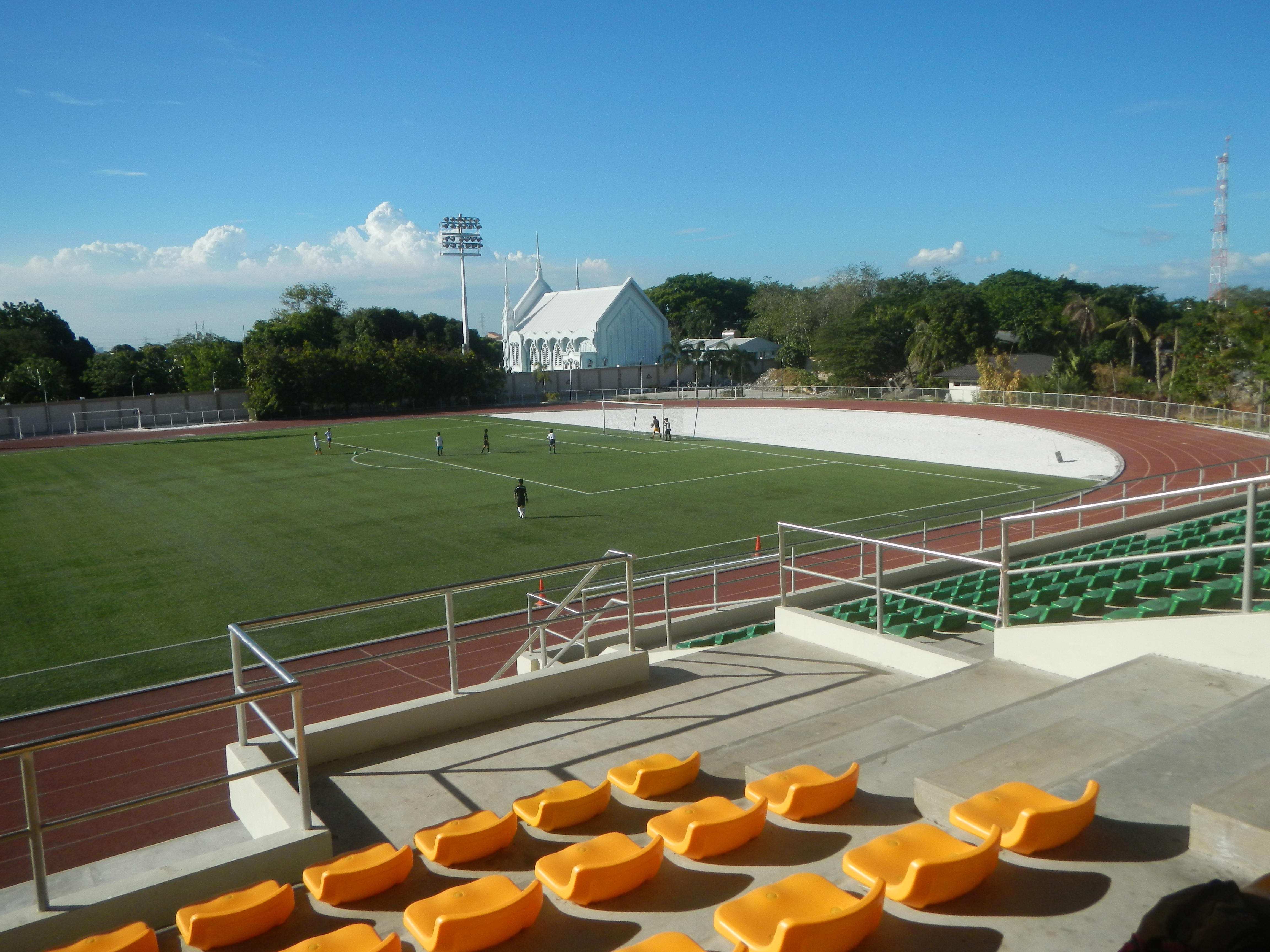
Міський стадіон
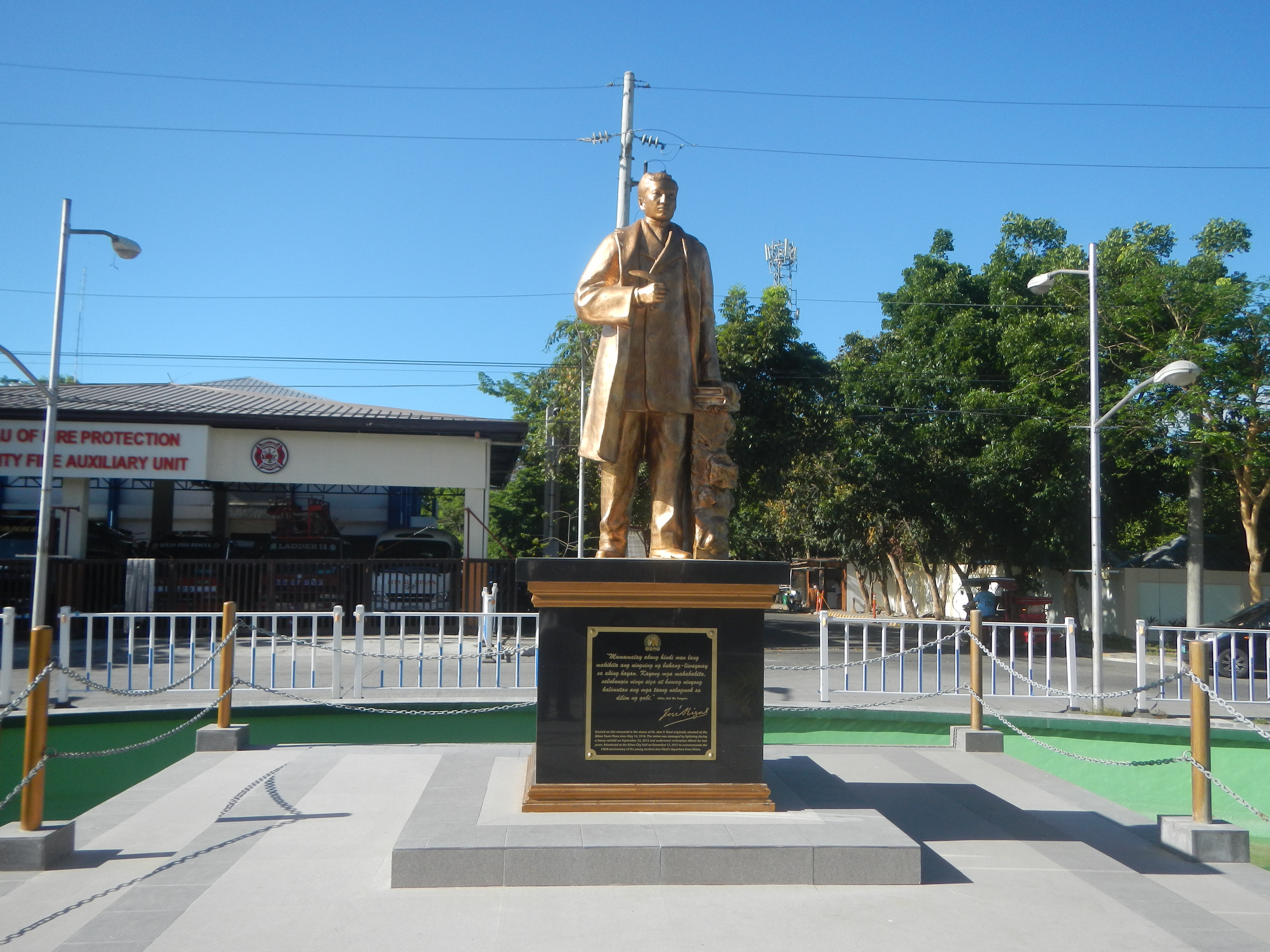
Монумент Хосе Рісалю
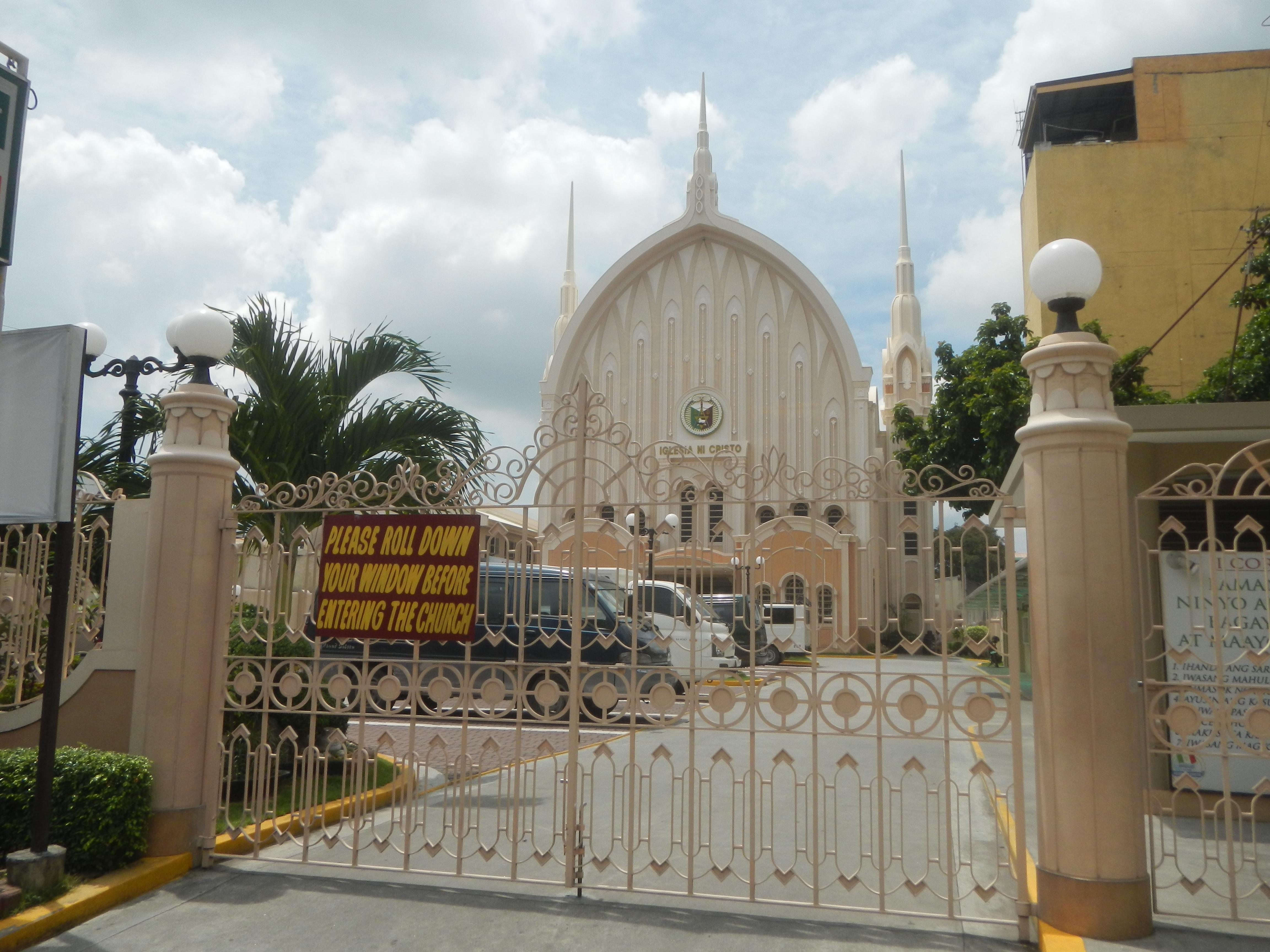
Іглесія ні Крісто
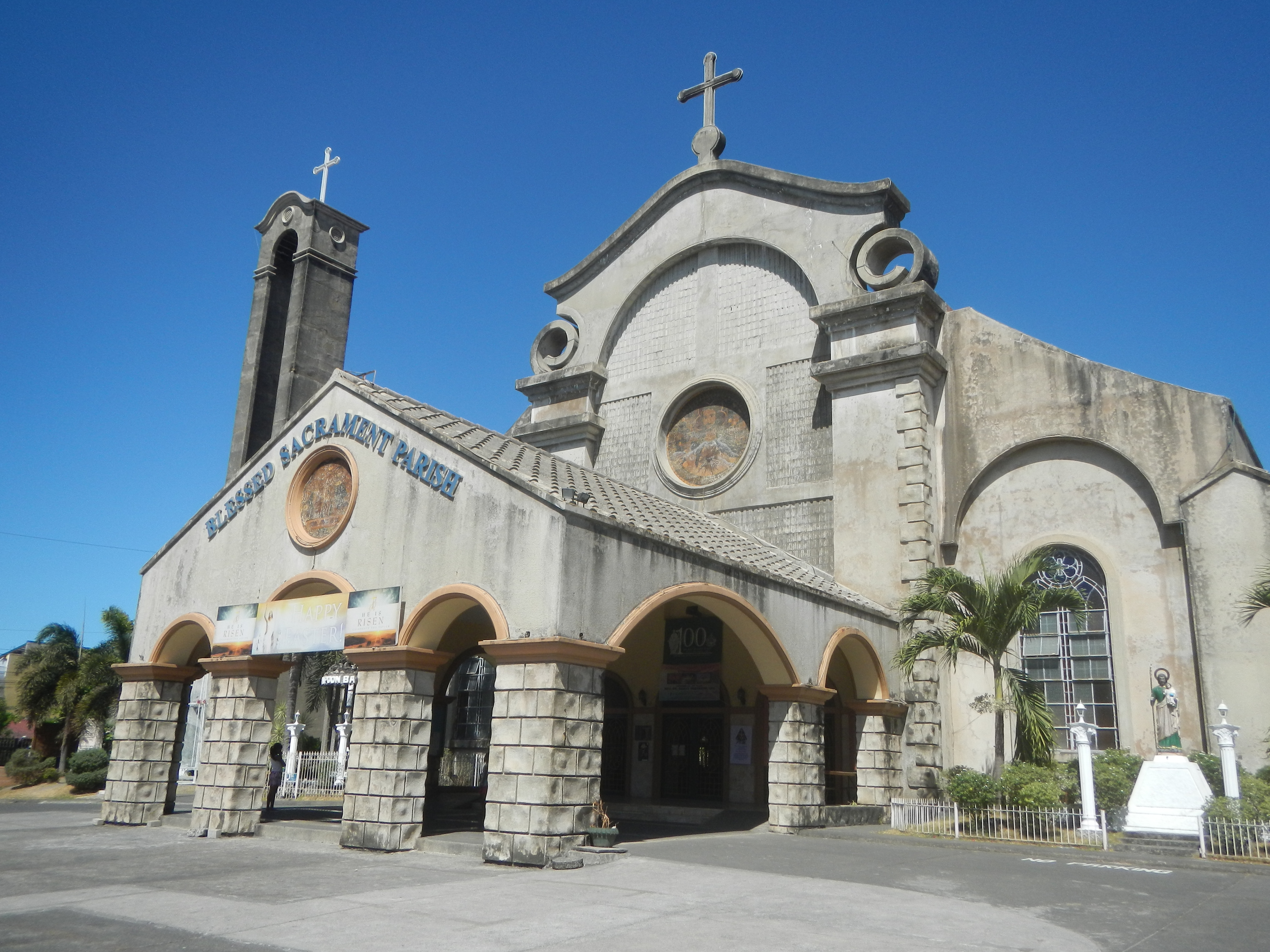
Католицька церква
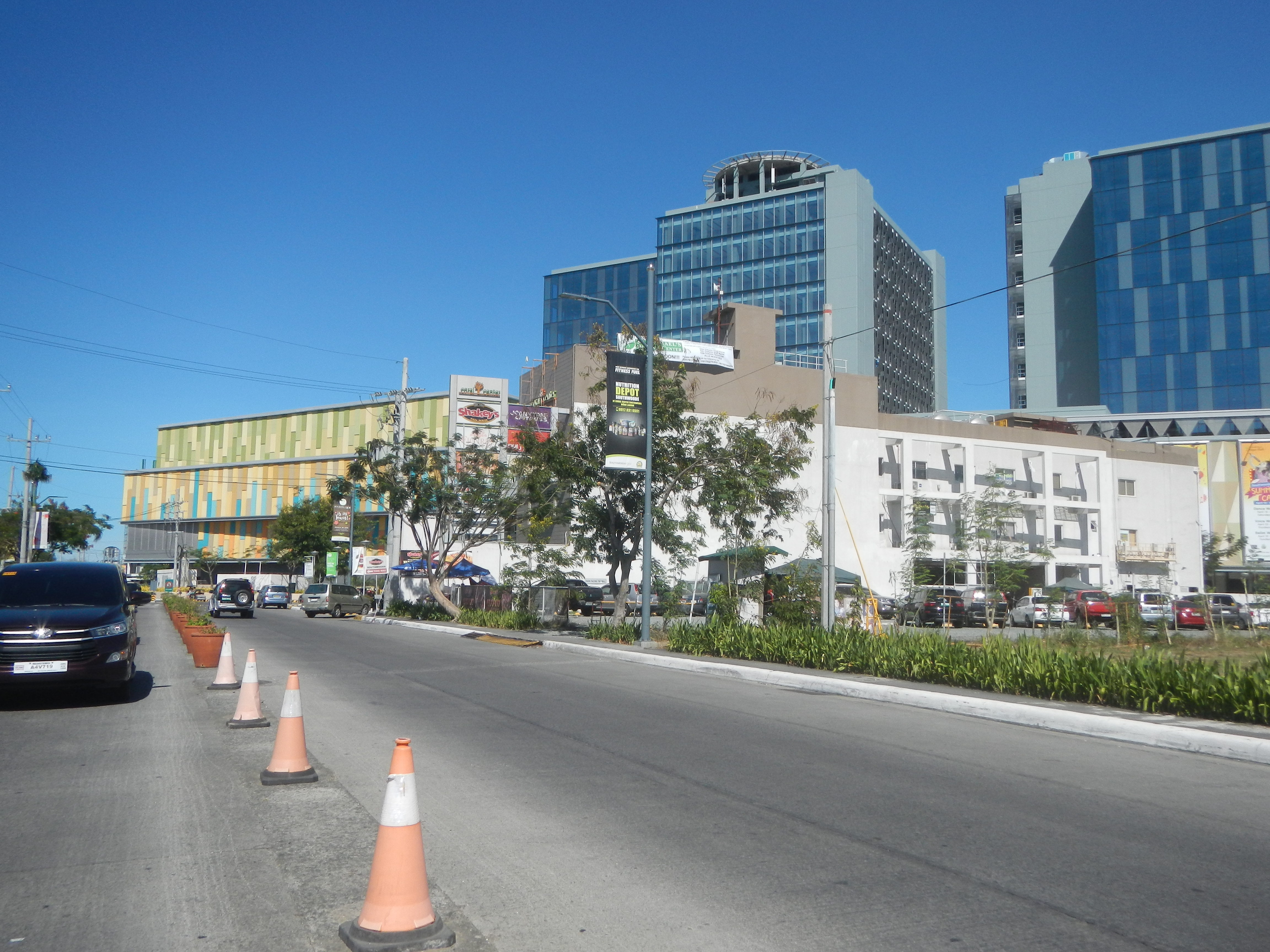
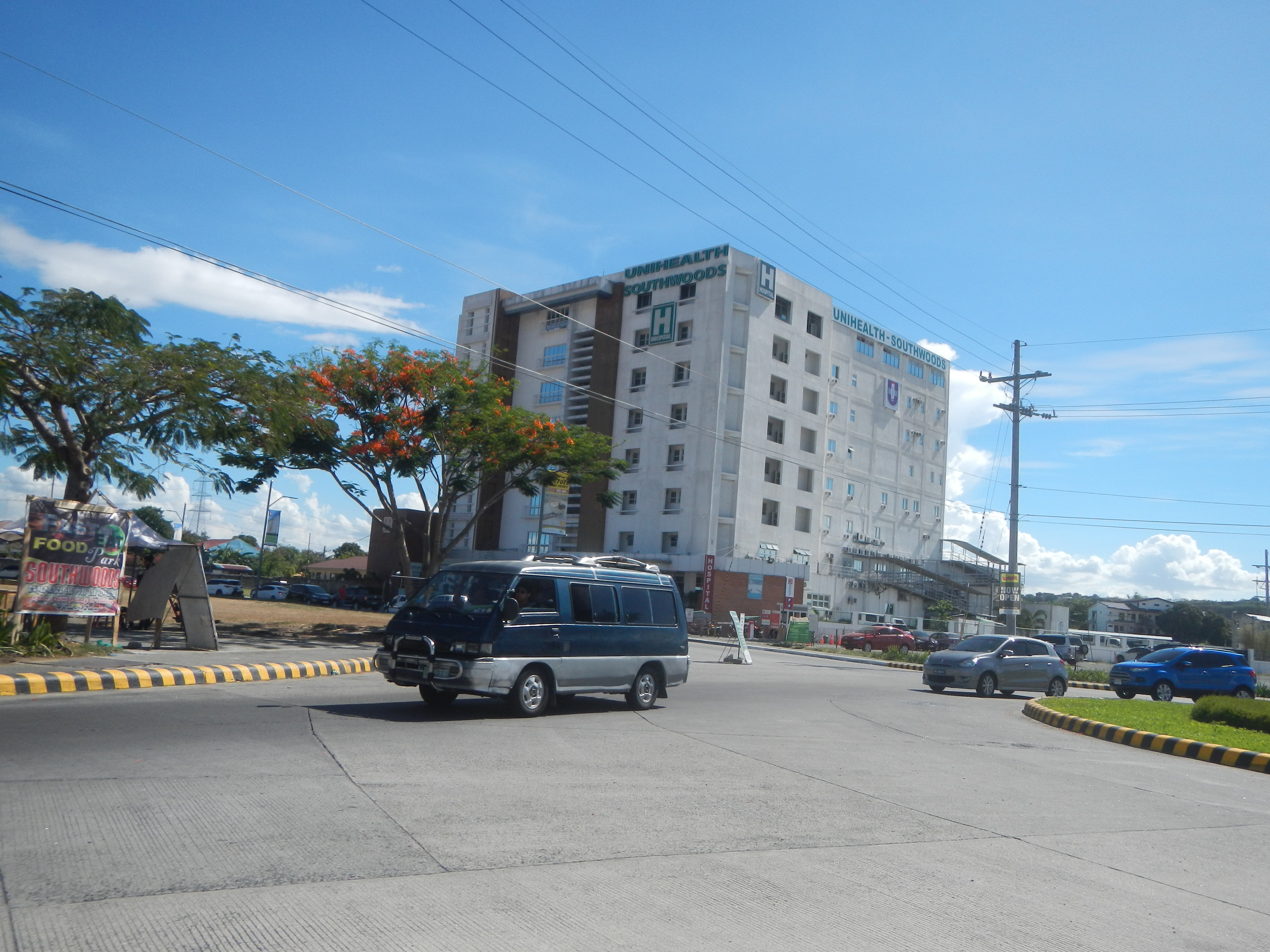